# Ferdinand Fransen (presentator)

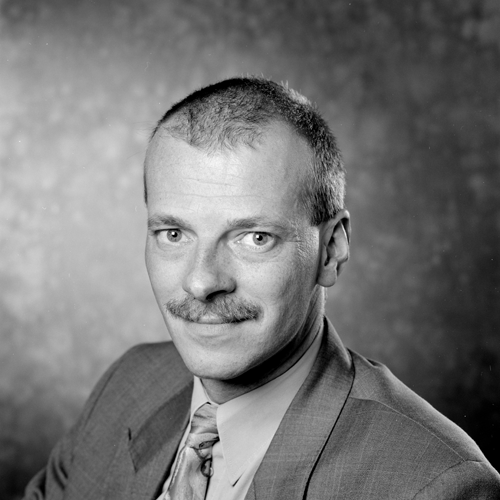
Ferdinand Fransen in 1992

Ferdinand Gregorius Fransen (Enschede, 26 maart 1959) is een Nederlands voormalig televisiepresentator en radio-dj. Hij was namens de TROS een van de presentatoren van de dagelijkse actualiteitenrubriek TweeVandaag.
Na zijn middelbareschooltijd studeerde Fransen korte tijd aan het Twentsch Conservatorium. Zijn journalistieke carrière begon bij Radio Oost, de regionale omroep voor – toen nog – Gelderland en Overijssel. Na in 1984 een overstap gemaakt te hebben naar het publieke Veronica, kwam hij in 1989 in dienst bij de TROS.
Voor zijn televisietijd, die in oktober 1995 begon, was Fransen als verslaggever, redacteur en presentator verbonden aan diverse radioprogramma's, waaronder TROS Aktua Radio op Radio 1 en presenteerde hij korte tijd de Havermoutshow bij de TROS op de zondagochtend tussen 6:00 en 9:00 uur op Radio 3 en was hij inval-dj op de zondag. Vanaf september 1996 presenteerde hij TweeVandaag op Nederland 2, dat in 2006 de naam EénVandaag kreeg.
In september 2007 werd Fransen hoofd Communicatie & Representatie van de gemeente Spijkenisse, die in 2015 opging in de fusiegemeente Nissewaard. Tot augustus 2019 bleef hij voor deze gemeente werkzaam.